# Roter August

Am 18. August 1966 traf sich Mao Zedong zum ersten Mal mit Roten Garden auf dem Platz des Himmlischen Friedens. Dieses Treffen löste ein Massaker in Peking aus.

Der Rote August (chinesisch 紅八月 / 红八月) wird als Begriff verwendet, um auf eine Reihe von blutigen Massakern in Peking hinzuweisen, die auf Anordnung der chinesischen Regierung hauptsächlich im August 1966 während der Zeit der Kulturrevolution stattfanden. Laut der offiziellen Statistik von 1980 wurden von August bis September 1966 in Peking insgesamt 1772 Menschen – darunter Lehrer und Schulleiter vieler Schulen – von den Roten Garden getötet. Laut  offizieller Statistik aus dem Jahr 1985 betrug die Zahl der Todesopfer während des Roten Augusts über 10.000. Die Bewegung der Zerstörung der „Vier Alten“ begann auch im Roten August. Der Rote August von Peking gilt als Ursprung des Roten Terrors in der chinesischen Kulturrevolution.

## Geschichte

### Historischer Hintergrund

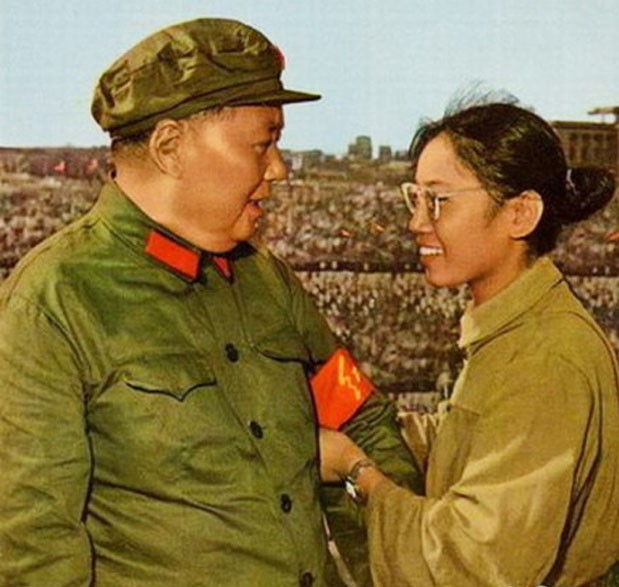
Mao Zedong traf sich am 18. August 1966 auf dem Tiananmen-Platz mit der Anführerin der Roten Garde, Song Binbin

Der „Überragende Führer“ Mao Zedong rief im Mai 1966 die Kulturrevolution aus. Am 5. August wurde Bian Zhongyun (卞仲耘), die stellvertretende Direktorin der „Experimental-Hochschule der Normaluniversität Peking“, von den Roten Garden zu Tode geprügelt.  Sie war die erste Intellektuelle in Peking, die von den Roten Garden getötet wurde.

### Massaker
Am 18. August 1966 traf sich Mao Zedong mit Song Binbin (宋彬彬), einer Anführerin der Roten Garden, auf dem Tian’anmen-Platz in Peking. Das Treffen stärkte die „Moral“ der Roten Garde erheblich und löste das massive Abschlachten in Peking aus. Zur selben Zeit begannen die Roten Garden, die Vier Alten zu zerstören.
Am 22. August 1966 genehmigte Mao ein Dokument des Ministeriums für öffentliche Sicherheit, in dem er anordnete, nicht einzugreifen oder die Bewegung revolutionärer Studenten zu unterdrücken. Am folgenden Tag hielt Mao auf einer Arbeitskonferenz des Zentralkomitees der KPCh eine Rede, in der er öffentlich die Studentenbewegung unterstützte und jegliche Intervention in die „Kulturrevolution der Studenten“ ablehnte.
Während der Massaker lehnte Mao Zedong öffentlich jede staatliche Intervention gegen die Studentenbewegung ab. Xie Fuzhi, der Minister für öffentliche Sicherheit, befahl ebenfalls, die Roten Garden zu schützen und sie nicht zu verhaften. Zum Beispiel begannen am 25. August 1966 Tausende von Roten Garden ein einwöchiges Massaker auf dem Ganlan-Markt (榄杆市) im Bezirk Chongwen.
Bis Ende August 1966 war die Situation völlig außer Kontrolle geraten und zwang das Zentralkomitee der Kommunistischen Partei Chinas und die chinesische Regierung zu mehreren Interventionen, die die Massaker allmählich beendeten.

## Anzahl der Todesfälle

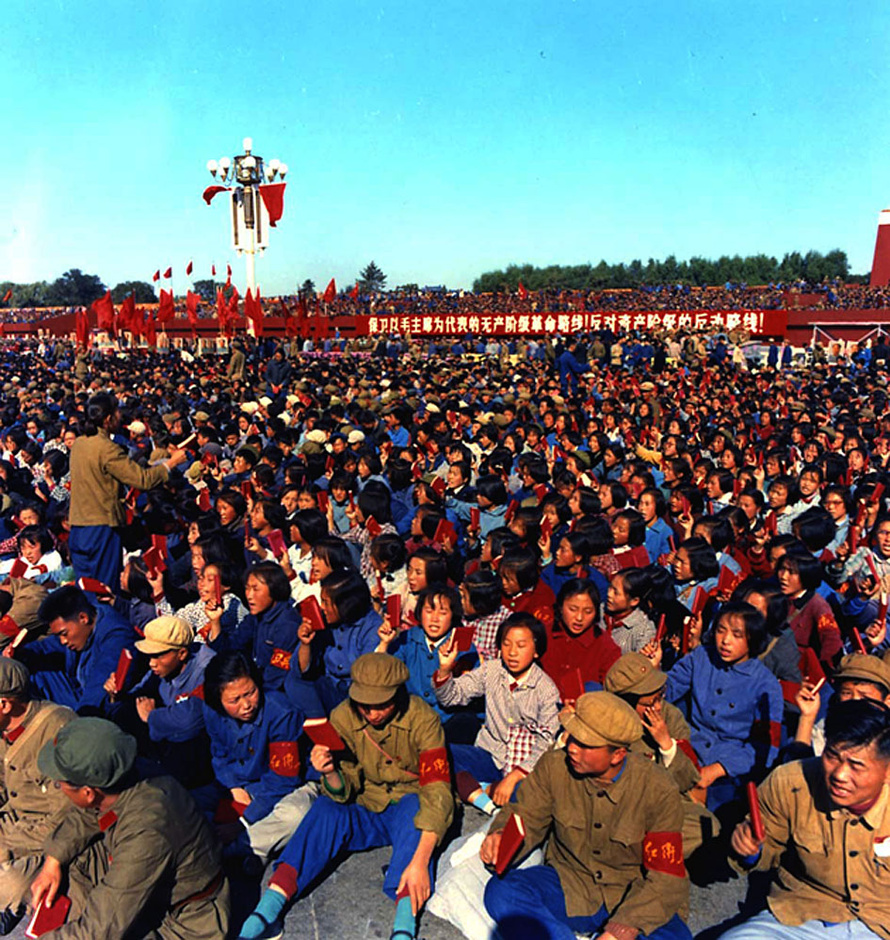
Rote Garde auf dem Platz des Himmlischen Friedens in Peking im September 1966

Laut offizieller Statistik von 1980 wurden von August bis September 1966 in Peking insgesamt 1772 Menschen von den Roten Garden getötet. Dazu gehörten Lehrer und Schulleiter vieler Schulen. Außerdem wurden 33.695 Häuser durchsucht und 85.196 Familien gezwungen, Peking zu verlassen.
Forscher wiesen darauf hin, dass laut offizieller Statistik von 1985 die tatsächliche Zahl der Todesopfer während des Roten Augusts über 10.000 betrug. Außerdem wurden 92.000 Häuser durchsucht und 125.000 Familien gezwungen, die Stadt zu verlassen.
Während des Roten Augusts gehörten zu den von den Roten Garden angewendeten Tötungsmethoden das Erschlagen, das Auspeitschen, das Erwürgen, das Tottrampeln, das Verbrühen, das Enthaupten und vieles mehr. Säuglinge und Kinder wurden getötet, indem man sie gegen den Boden warf oder in zwei Hälften schnitt. Lao She, ein bekannter chinesischer Schriftsteller, wurde im Roten August verfolgt und starb durch Suizid.

## Folgen und Einfluss

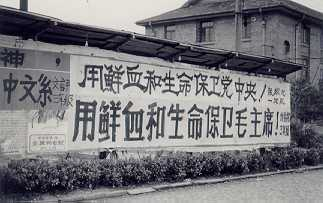
Die politische Propaganda der Roten Garde auf dem Campus der Fudan-Universität: „Verteidige das Zentrale Parteikomitee mit Blut und Leben! Verteidige den Vorsitzenden Mao mit Blut und Leben!“

Der Rote August von Peking gilt als Ursprung des Roten Terrors in der chinesischen Kulturrevolution. Einige der Roten Garden der Beijing No.6 High School schrieben sogar mit dem Blut ihrer Opfer „Es lebe der rote Terror!“ an die Wand.
Der Rote August stachelte die Bewegung der Roten Garden in mehreren Städten Chinas an, darunter Shanghai, Guangzhou, Nanjing und Xiamen, wo lokale politische Führer, Intellektuelle, Lehrer und Mitglieder der „Fünf schwarzen Kategorien (黑五类)“ von den Roten Garden verfolgt und sogar getötet wurden.
Das Datum 18. August 1966, das den Schlüsselpunkt des Roten Augusts darstellte, wurde mit der Reichspogromnacht verglichen, die einen Auftakt zum Holocaust des NS-Staats bildete. Darüber hinaus wurde der Rote August zusammen mit den anschließenden Massakern in ganz China während der Kulturrevolution mit dem Massaker von Nanking verglichen, das das japanische Militär während des Zweiten Chinesisch-Japanischen Kriegs durchgeführt hatte.